# Rotuman
Le rotuman, rotunan, rutuman, ou faeag rotuma, est une langue parlée par les habitants de l'île de Rotuma, dans les îles Fidji, dans le sud-ouest du Pacifique.
C'est une langue d'influence polynésienne, mais sa classification est rendue difficile par le nombre élevé d'emprunts au samoan et au tonguien liés à des échanges culturels répétés. Elle est néanmoins classée dans les langues fidjiennes occidentales et rotumanne, comme le précisent les recherches d'Andrew Pawley.
La langue rotumanne a éveillé un certain intérêt auprès des linguistes, parce qu'elle emploie la métathèse pour inverser la dernière voyelle d'un mot avec la consonne la précédant - ce qui donne un système très varié de voyelles courtes, longues, diphtonguées. Le rotuman est généralement considéré construit selon l'ordre SVO.

## Écriture
| a | e | i | o | u | ạ | ȧ | ä | ö | ü | p | t   |
| f | g | h | j | k | l | m | n | r | s | v | (ʻ) |

Les cinq voyelles de base ‹ a e i o u › peuvent être longues : ‹ ā ē ī ō ū ›. La consonne occlusive glottale est écrite avec l’apostrophe culbutée ou aussi l’apostrophe.